# Лукас Барріос
Лукас Барріос (ісп. Lucas Barrios; нар. 13 листопада 1984, Сан-Фернандо, Аргентина) — парагвайський футболіст, нападник клубу «Хімнасія і Есгріма» та збірної Парагваю. Учасник чемпіонату світу з футболу 2010 року. Мати Барріоса була громадянкою  Парагваю, що давало йому право на отримання громадянства Парагваю при народженні. У березні 2010 року Барріос отримав громадянство Парагваю і відмовився від громадянства  Аргентини, закони якої не допускають подвійного громадянства.

## Кар'єра
Барріос прийшов до слави, як перспективний гравець з клубу «Кобрелоа», де він багато забивав. До приходу в Кобрелоа, Барріос провів більшу частину своєї професійної кар'єри в другому дивізіоні Аргентини. Однак після приходу в клуб Кобрелоа, він вдало продемонстрував свої вроджені здібності нападника, забивши 14 м'ячів у апертури в 2007 році.

### «Коло-Коло»
На початку 2008 року клуб «Коло-Коло» орендував Барріоса на 6 місяців з метою зміцнення складу для участі в Кубку Лібертадорес у 2008 році. Завдяки орендною угодою, термін дії контракту гравця закінчувався в червні 2008 року, і «Коло-Коло» запропонував $ 1,5 млн за Барріоса. «Атлас» відхилив пропозицію, оскільки оцінював футболіста в $ 2 млн. Зрештою, «Коло-Коло» запропонував необхідні $ 2 млн, однак клуб зміг виплатити лише 80 % від суми, і Барріос додав відсутню частину зі своєї кишені. Зарплата Барріоса в «Атласі» була майже $ 400,000 на рік, однак це склало лише 40 % від його зарплати в «Коло-Коло».
Лукас Барріос був на межі підписання чотирирічного контракту з французьким клубом « Нансі», але президент «Коло-Коло», Габріель Руіс-Тагле, 12 січня 2009 року відхилив пропозицію «Нансі», заявивши, однак, що подальші пропозиції будуть розглянуті.

### «Боруссія» Дортмунд
У липні 2009 Барріос перейшов в «Боруссію» (Дортмунд). Сума трансферу склала 4,2 млн євро. У своєму першому сезоні він став найкращим бомбардиром команди, забивши 23 м'ячі у всіх турнірах.

### «Гуанчжоу Евергранд»
2 травня 2012 року Барріос перейшов в китайський клуб «Гуанчжоу Евергранд», підписавши контракт на 4 роки. Сума трансферу склала 8,5 млн євро.

### «Спартак» Москва
10 серпня 2013 року Барріос підписав трирічний контракт з московським «Спартаком». Сума трансферу склала 7 млн євро.

## Досягнення
- Чемпіон Німеччини (2):

«Боруссія» (Дортмунд): 2010-11, 2011-12
- Володар кубка Німеччини (1):

«Боруссія» (Дортмунд): 2011-12
- Чемпіон Китаю (1):

«Гуанчжоу Евергранд»: 2012
- Володар кубка Китаю (1):

«Гуанчжоу Евергранд»: 2012
- Володар Ліги чемпіонів АФК (1):

«Гуанчжоу Евергранд»: 2013
- Володар кубка Бразилії (1):

«Палмейрас»: 2015
- Чемпіон Бразилії (1):

«Палмейрас»: 2016
- Володар Кубка Лібертадорес (1):

«Греміо»: 2017
- Срібний призер Кубка Америки: 2011